# Euprosopia nigropunctata
Euprosopia nigropunctata är en tvåvingeart som beskrevs av Friedrich Georg Hendel 1914. Euprosopia nigropunctata ingår i släktet Euprosopia och familjen bredmunsflugor.
Artens utbredningsområde är Sri Lanka. Inga underarter finns listade i Catalogue of Life.